# Stomphastis labyrinthica
Stomphastis labyrinthica là một loài bướm đêm thuộc họ Gracillariidae. Nó được tìm thấy ở Ấn Độ (Bihar) và Nhật Bản (Kyūshū).
Ấu trùng ăn Guazuma tomentosa, Guazuma ulmifolia và Trema (bao gồm Trema orientalis). Chúng có thể ăn lá nơi chúng làm tổ.